# Championnats du monde juniors de ski alpin 2016
Navigation
Édition précédente Édition suivante
La 35e édition des Championnats du monde juniors de ski alpin se déroule du 24 février 2016 au 6 mars 2016 à Sotchi dans la station de sports d'hiver de Rosa Khutor en Russie à la suite d'une désignation lors du congrès de la fédération internationale de ski de 2014. Ce site avait auparavant accueilli les épreuves olympiques d'hiver de 2014, des épreuves de Coupe du monde et de Coupe d'Europe. C'est la première fois que la Russie accueille cet évènement.
La compétition dure douze jours pendant lesquels se déroulent onze épreuves : cinq épreuves individuelles masculines et féminines, et une épreuve par équipes mixtes.
Certains compétiteurs ont déjà intégré le circuit mondial et ne sont donc pas présents tels que Mikaela Shiffrin, Loic Meillard, Petra Vlhova et Marco Schwarz.

## Podiums

### Hommes
| Épreuves                | Or                        | Argent                   | Bronze                          |
| ----------------------- | ------------------------- | ------------------------ | ------------------------------- |
| Descente 27/02/2016     | Erik Arvidsson États-Unis | Stefan Babinsky Autriche | Victor Schuller France          |
| Super G 29/02/2016      | Matthieu Bailet France    | James Crawford Canada    | Marco Odermatt Suisse           |
| Slalom géant 03/03/2016 | Marco Odermatt Suisse     | Elie Gateau France       | Maximilian Lahnsteiner Autriche |
| Slalom 05/03/2016       | Istok Rodeš Croatie       | Frederik Norys Allemagne | Elias Kolega Croatie            |
| Combiné 01/03/2016      | Stefan Hadalin Slovénie   | Marcus Monsen Norvège    | Istok Rodeš Croatie             |

### Femmes
| Épreuves                | Or                            | Argent                                | Bronze                   |
| ----------------------- | ----------------------------- | ------------------------------------- | ------------------------ |
| Descente 27/02/2016     | Valérie Grenier Canada        | Beatrice Scalvedi Suisse              | Nicol Delago Italie      |
| Super G 29/02/2016      | Nina Ortlieb Autriche         | Valérie Grenier Canada                | Verena Gasslitter Italie |
| Slalom géant 02/03/2016 | Jasmina Suter Suisse          | Riikka Honkanen Finlande              | Mélanie Meillard Suisse  |
| Slalom 04/03/2016       | Elisabeth Willibald Allemagne | Katharina Gallhuber Autriche          | Katharina Huber Autriche |
| Combiné 01/03/2016      | Aline Danioth Suisse          | Katrin Hirtl-Stanggassinger Allemagne | Saša Brezovnik Slovénie  |

### Team Event
| Épreuves               | Or       | Argent | Bronze  |
| ---------------------- | -------- | ------ | ------- |
| Par équipes 04/03/2016 | Slovénie | Suède  | Norvège |

## Tableau des médailles
Douze nations ont remporté au moins une médaille. La meilleure nation est la Suisse avec six médailles dont trois titres. La Croatie remporte sa première médaille depuis 2005.
| Rang | Nation     | Or | Argent | Bronze | Total |
| ---- | ---------- | -- | ------ | ------ | ----- |
| 1    | Suisse     | 3  | 1      | 2      | 6     |
| 2    | Slovénie   | 2  | 0      | 1      | 3     |
| 3    | Allemagne  | 1  | 2      | 0      | 1     |
| 4    | Canada     | 1  | 2      | 0      | 3     |
| 5    | Autriche   | 1  | 1      | 3      | 5     |
| 6    | France     | 1  | 1      | 1      | 3     |
| 7    | Croatie    | 1  | 0      | 2      | 3     |
| 8    | États-Unis | 1  | 0      | 0      | 1     |
| 9    | Norvège    | 0  | 1      | 1      | 2     |
| 10   | Finlande   | 0  | 1      | 0      | 1     |
| 10   | Suède      | 0  | 1      | 0      | 1     |
| 12   | Italie     | 0  | 0      | 2      | 2     |

## Classement du trophée Marc Hodler
Le Trophée permet de classer les nations en fonction des résultats (par top 10) et détermine les futures places allouées aux nations en catégories juniors. L'Autriche devance la Suisse et le Canada. Quatorze nations ont réussi à mettre un skieur dans le top 10 d'une épreuve de ces championnats du monde.